# Tomasz Strzelecki
Tomasz Strzelecki (ur. 22 marca 1945 w Częstochowie) – polski inżynier budownictwa. Absolwent Politechniki Wrocławskiej. Od 1998 r. profesor na Wydziale  Budownictwa Lądowego i Wodnego Politechniki Wrocławskiej. Dyrektor Instytutu Geotechniki i Hydrotechniki w latach 2005-2008, Kierownik Katedry Geotechniki, Hydrotechniki, Budownictwa Podziemnego i Wodnego w roku 2015. 

## Życiorys
Tomasz Strzelecki urodził się w Częstochowie w rodzinie inteligenckiej. Niemalże całe życie, od 1945 roku, spędził we Wrocławiu. We Wrocławiu ukończył III Liceum Ogólnokształcące. Następnie, w 1961, rozpoczął studia na Wydziale Budownictwa Lądowego Politechniki Wrocławskiej. Był studentem drugiego roku nowo utworzonego Studium Podstawowych Problemów Techniki (kierunek został później przekształcony w Wydział Podstawowych Problemów Techniki). W 1967 ukończył studia ukończył w 1967 roku z tytułem magistra inżyniera budownictwa. W tym samym roku został zatrudniony na stanowisku asystenta w Katedrze Fundamentowania, utworzonej przez profesora Igora Kisiela. W latach 1972–1973 odbywał staż w Instytucie Mechaniki Politechniki Poznańskiej pod kierunkiem prof. Włodzimierza Derskiego. Wówczas nawiązał współpracę z prof. Zenonem Kończakiem oraz prof. Zofią Sobczyńską-Kończak. W 1973 uzyskał stopień naukowy doktora nauk technicznych na podstawie pracy z zakresu mechaniki gruntów napisanej pod kierunkiem prof. Zenona Kończaka. W 1982 uzyskał stopień doktora habilitowanego nauk technicznych w zakresie budownictwa, na podstawie rozprawy habilitacyjną pt. Teoria elektrohydrodynamiczna gruntu. W okresie sierpień 1980-grudzień 1981 Przewodniczący Komisji Oddziałowej NSZZ Solidarność w Instytucie Geotechniki Politechniki Wrocławskiej. W latach 1982-1989 pracował na Universite de Annaba i Universite de Grenoble. Tytuł naukowy profesora nauk technicznych uzyskał w 1998 roku. 